# Serhij Kłymentjew
Serhij Wołodymyrowycz Kłymentjew (ukr. Сергій Володимирович Климентьєв; ur. 5 kwietnia 1975 w Kijowie) – ukraiński hokeista, reprezentant Ukrainy, olimpijczyk. Trener hokejowy.

## Kariera zawodnicza
- SzWSM Kijów (1991-1992)
- Sokił Kijów (1992-1993)

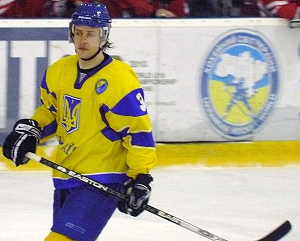
Serhij Kłymentjew w barwach Ukrainy (2010)

- Medicine Hat Tigers (1993-1995)
- Rochester Americans (1995-1998)
- Philadelphia Phantoms (1998-1999)
- Milwaukee Admirals (1999)
- Ak Bars Kazań (1999-2000)
- Houston Aeros (2000)
- Mietałłurg Magnitogorsk (2000-2004)
- Ak Bars Kazań (2004-2006)
- HK MWD Bałaszycha (2006-2007)
- Awangard Omsk (2007-2008)
- Torpedo Niżny Nowogród (2008)
- Saławat Jułajew Ufa (2008-2009)
- Sokił Kijów (2009-2010)
- Budiwelnyk Kijów (2010)
- Sokił Kijów (2010-2012)
- Berkut Kijów (2012-2013)

W barwach kadr juniorskich Ukrainy uczestniczył w turniejach mistrzostw Europy juniorów do lat 18 edycji 1993 (Grupa C), mistrzostw świata juniorów do lat 20 edycji 1993 (Grupa C). W seniorskiej reprezentacji Ukrainy brał udział w turniejach mistrzostw świata w 1999, 2000, 2001, 2002, 2003, 2005, 2006, 2007 (Grupa A / Elita), 2008, 2009, 2010, 2011, 2012 (Dywizja I) oraz zimowych igrzysk olimpijskich 2002.
W kwietniu 2013 roku zakończył karierę.

## Kariera trenerska
- Reprezentacja Ukrainy do lat 20 (2017-), asystent trenera

Po zakończeniu kariery został trenerem. Był asystentem trenera kadry Ukrainy do lat 20 w turnieju mistrzostw świata juniorów do lat 20 edycji 2018. Potem był asystentem sztabie seniorskiej repreprezentacji Ukrainy na turnieju MŚ 2019.

## Sukcesy
Klubowe
- Srebrny medal mistrzostw Ukrainy: 2012 z Sokiłem Kijów
- Mistrzostwo konferencji AHL: 1996 z Rochester Americans
- Mistrzostwo dywizji AHL: 1997 z Rochester Americans
- Puchar Caldera – mistrzostwo AHL: 1996 z Rochester Americans
- Srebrny medal mistrzostw Rosji: 2000 z Ak Barsem Kazań, 2004 z Mietałłurgiem Magnitogorsk
- Złoty medal mistrzostw Rosji: 2001 z Mietałłurgiem Magnitogorsk
- Brązowy medal mistrzostw Rosji: 2002 z Mietałłurgiem Magnitogorsk, 2006 z Ak Barsem Kazań

Indywidualne
- Mistrzostwa Świata Juniorów w Hokeju na Lodzie 1993/Grupa C: najlepszy obrońca turnieju[3]

## Odznaczenie
- Order „Za zasługi” II stopnia (2008)[4][5][6]